# Нейман Мойсей Самуїлович
Мойсей Самуїлович (Самойлович) Нейман (нар. 1814, Євпаторія, Таврійська губернія, Росія — пом. 27 квітня 1894, Євпаторія, Таврійська губернія, Росія) — караїмський газзан і меламед. Батько газзана Самуїла Неймана та художника Товіеля Неймана.

## Життєпис
Народився 1814 року в Євпаторії в родині габбая місцевої караїмської громади, євпаторійського міщанина Самуїла Йосиповича Неймана (? — 1843). Отримав традиційну освіту в мідраші, а російській мові навчався вдома. У 1848 році почалася службова кар'єра М. С. Неймана, коли 1 січня його обрали на три роки ратманом Євпаторійського міського магістрату. У 1851 році обраний євпаторійським габбаном, на посаді якого сприяв облаштуванню караїмської кенаси. З 1851 по 1858 роки перебував доглядачем мідрашей, яких в Євпаторії було чотири. Завдяки його піклуванню 40 хлопчиків з бідних караїмських сімей отримали можливість безкоштовного навчання. Під час Кримської війни в квітні 1854 року англо-французький флот підійшов до Євпаторії, через що місцеві мешканці, злякавшись, кинули свої будинки і майно в надії сховатися по різних місцях і селах. Після цього в ніч на 15 квітня М. С. Нейман, М. Пампулов, М. Луцький разом з представниками караїмської та грецького населення Євпаторії, озброївшись, забезпечували порядок в місті, запобігаючи різні злочини. Також на самому початку війни М. С. Нейман допоміг 20 бідним караїмським сім'ям виїхати з Євпаторії за межі Криму. З 1856 по 1861 роки обіймав посаду бургомістра Євпаторії, за що отримав звання статечного громадянина і срібну медаль на Станіславській стрічці.
У 1863 році приступає до обов'язків викладача давньоєврейської мови при євпаторійському мідраші, де пробуде до 1866 року. З 1867 по 1879 роки служив на тій же посаді в бахчисарайській мідраші. Повернувшись до Євпаторії, в 1882 році призначається молодшим газзаном великий кенаси і членом Таврійського й Одеського караїмського духовного правління, прослуживши там до самої смерті 15 (27) квітня 1894 року в віці 80 років.
Був автором проповідей, елегій, віршів і богословських праць, які згодом були втрачені.

## Сім'я
М. С. Нейман був двічі одружений. Від першої дружини мав дітей:
- Самуїл Мойсейович Нейман (1844—1916) — газзан і меламед, тимчасово виконуючий обов'язки Таврійського й Одеського гахама
- Йосип Мойсейович Нейман (1846 — ?) — габбай в Одесі
- Веньямін Мойсейович Нейман (1848 — ?)
  - Онук — Мойсей Веньямінович Нейман (1882—1922), провізор, завідувач аптекою євпаторійської міської лікарні, учасник Першої світової війни[6].
- Юфуда Мойсейович Нейман (1851 — ?)
- Товіель Мойсейович Нейман (1853—1862)
- Шаббетай Мойсейович Нейман (1855 — ?)
  - Онук — Ісак Шебетович Нейман (1893 — ?), доктор технічних наук, лауреат Сталінської премії.
  - Онук — Мойсей Шебетович Нейман (1900—1978), заслужений артист РРФСР, лауреат Сталінської премії.
- Алтин Моісеївна Нейман (1858 — ?)

Другою дружиною М. С. Неймана була Анна Авраамівна Рофе, дочка сімферопольського міщанина, яка народила йому дітей:
- Товіель Мойсейович Нейман (1863 — 1918) — художник-пейзажист, викладач малювання і креслення в ст. Урюпінськ та в Сумах[7]
- Шеломіт Мойсеївна Нейман (1865 — ?)
- Абрам Мойсейович Нейман (1867 — ?)
- Ганука Мойсейович Нейман (1869 — ?)
- Рахель Мойсеївна Нейман (1873 — ?)
- Гулеф Мойсеївна Нейман (1875 — ?)
- Ананіель Мойсейович Нейман (1880 — ?)

## Нагороди
- Медаль «У пам'ять війни 1853—1856»[8];
- срібна медаль на Станіславській стрічці.

## Пам'ять
І. І. Казас, караїмський просвітитель, педагог і поет, присвятив М. С. Нейману вірш давньоєврейською мовою, опублікований ним 1910 року в Одесі у власному поетичній збірці «Єлед шаашуім» («Плекане дитя»).